# Renato Goupil
Renato Goupil (Saint-Martin-du-Bois, 15 maggio 1608 – Ossenon, 29 settembre 1642) fu un religioso francese della Compagnia di Gesù, missionario presso gli indiani dell'America del Nord.
Medico, entrò come coadiutore laico della Compagnia di Gesù (i suoi problemi di udito non gli consentirono di accedere all'ordine come religioso professo): venne inviato in missione presso gli uroni in Canada ma, quando questi entrarono in guerra con le popolazioni indiane nemiche, cadde con Isacco Jogues in un'imboscata tesa dagli irochesi e venne assassinato.
Appartiene al gruppo degli otto martiri canado-americani proclamati santi nel 1930 da papa Pio XI e venerati collettivamente il 19 ottobre.